# Yao Fen
Pour les articles homonymes, voir Yao.
Dans ce nom chinois, le nom de famille, Yao, précède le nom personnel.
Yao Fen (en chinois simplifié: 姚芬), née le 21 janvier 1967, est une joueuse professionnelle de badminton des années 1980 et 1990.
Elle est médaillée de bronze en double dames aux Jeux olympiques d'été de 1992 à Barcelone avec Lin Yanfen.